# West Aleta (schip, 1919)
De West Aleta was een Amerikaans vrachtschip van de United States Shipping Board gebouwd in 1919 door de Western Pipe and Steel Company in San Francisco.
Het schip was op weg van uit Seattle in de Verenigde Staten naar Hamburg en Bremen, met een lading van 35.000 vaten wijn en whisky, balen rijst, kisten haring, grenen balken, spiritus en andere stukgoederen, toen het bij Terschelling in een storm verging. De bemanning van de reddingboot Brandaris van het station Terschelling wist met veel moeite 42 opvarenden van boord te halen. Kort nadat de bemanning van boord was gehaald brak het schip voor de brug in tweeën.
De berging van het schip werd uitgevoerd door de Nieuwe Bergingsmaatschappij van Dirkzwager uit Maassluis. Bij de berging wordt gebruikgemaakt van de schepen van lokale vissers en Bergings Mij. Doeksen. De berging zou tot november 1920 duren. Veel vaten spoelden aan op Terschelling, waar strandjutters gaten boorden in de vaten om de wijn te proeven waarbij de zoete wijnen en de whisky favoriet waren. Een deel van de vaten kwam in beheer bij de strandvonder maar andere verdwenen over het eiland. Van de 35.000 vaten zijn er slechts 15.000 officieel als geborgen aangemeld.
De vaten die bij de strandvonder terechtkwamen werden later verkocht. Twee bedrijven zijn ontstaan uit het verkopen van de wijn van de West Aleta, de wijnfabrikant Siebrand uit Kampen en de drankenhandel West Aleta, dat inmiddels een volle dochter van Heineken is.
Op Terschelling bestaat een koor dat vernoemd is naar dit schip, de West Aleta Singers.